# Dogger Bank

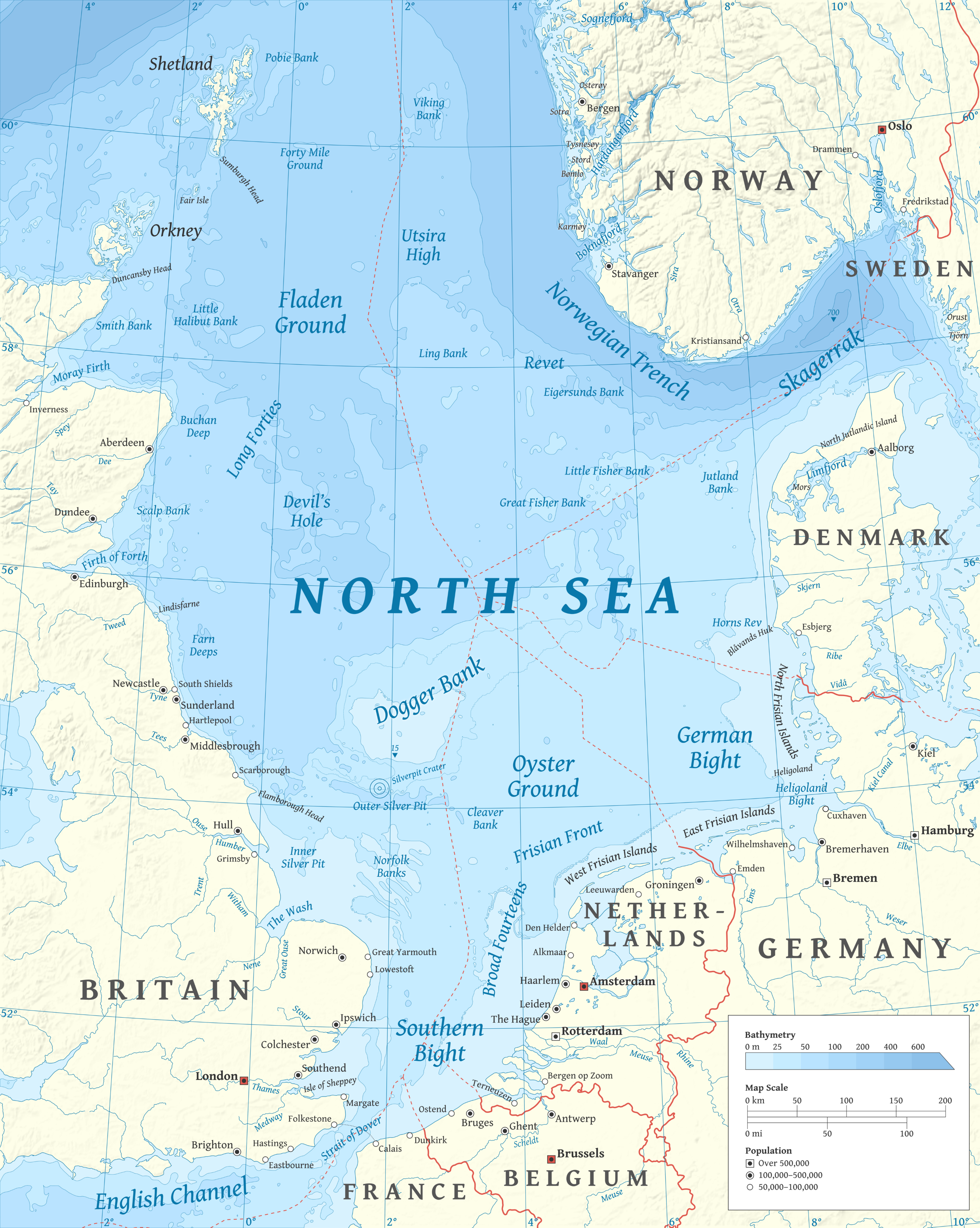
Mapa do Mar do Norte, pode-se ver o Dogger Bank ao lado direito da Inglaterra

Dogger Bank é um extenso banco de areia isolado no Mar do Norte, situado a cerca de 100 quilômetros da costa nordeste da Inglaterra. Este banco de areia eleva-se 20 metros acima do fundo do mar circundante, tem 260 quilômetros de comprimento e 60 milhas de largura no nível de 35 metros e atinge seu ponto mais raso, que é de 15 metros abaixo da superfície do mar em sua extremidade oeste.

## Direitos internacionais sobre Dogger Bank
As linhas que demarcam os direitos internacionais da Grã-Bretanha, Países Baixos, Alemanha, Dinamarca e Noruega ao Mar do Norte cruzam-se logo a norte de Dogger Bank; todos, exceto a Noruega, têm direitos próprios para Dogger Bank.

## Origem do nome
A origem do nome é obscura, mas o dogger holandês, que significa navio de arrasto, era anteriormente aplicado a navios de dois mastros empregados na pesca no Mar do Norte e, por extensão, às suas tripulações (doggermen) e aos peixes capturados (doggerfish).

## Pesca em Dogger Bank
Durante séculos, Dogger Bank foi um local de pesca bem conhecido. Grandes quantidades de espécimes foram capturados aqui, como espécimes de solha, bacalhau, arinca, pregado, salgadinhos e arenque.